# 정동년
정동년(鄭東年, 1943년 11월 23일~2022년 5월 29일)은 대한민국의 사회운동가, 정치인이다. 제9대 광주광역시 남구청장이다.

## 학력
- 1956 광주중앙국민학교 졸업
- 1959 살레시오중학교 졸업
- 1962 살레시오고등학교 졸업
- 1982 전남대학교 화학과 학사 졸업

## 경력
- 1964 전남대학교 총학생 회장
- 1965 한일 굴욕외교 반대 시위(구속)
- 1980 김대중 내란음모 재판 피고인(사형선고)
- 5·18 광주 민중항쟁연합 상임의장
- 민주주의민족통일 광주·전남연합 공동의장
- 5·18 기념사업추진위원회 사무국장
- 1996.11~1998.12 제2기 5·18 기념재단 이사
- 1999.09~2002.04 제4대 광주광역시 남구청장
- 2002.03 새천년민주당 탈당

## 역대 선거 결과
|  | 35.2% |

|  | 27.04% |

| 전임 박용권 (권한대행)이호준 | 제4대 광주광역시 남구청장 1999년 9월 10일~2002년 4월 12일 | 후임 (권한대행)오행원 황일봉 |